# 井上真悟
井上真悟（いのうえ　しんご、1980年（昭和55年）9月27日- ）は、東京都八王子市出身の日本の陸上競技・ウルトラマラソン選手。
2010年、IAU24時間走世界選手権（フランス・ブリーブ）に日本代表として出場し、大会新記録・ロードアジア新記録となる273.708kmを走り、20代初のワールドチャンピオンとなる。